# Голландский угол

Голландский угол, Нью-Йорк, 2008

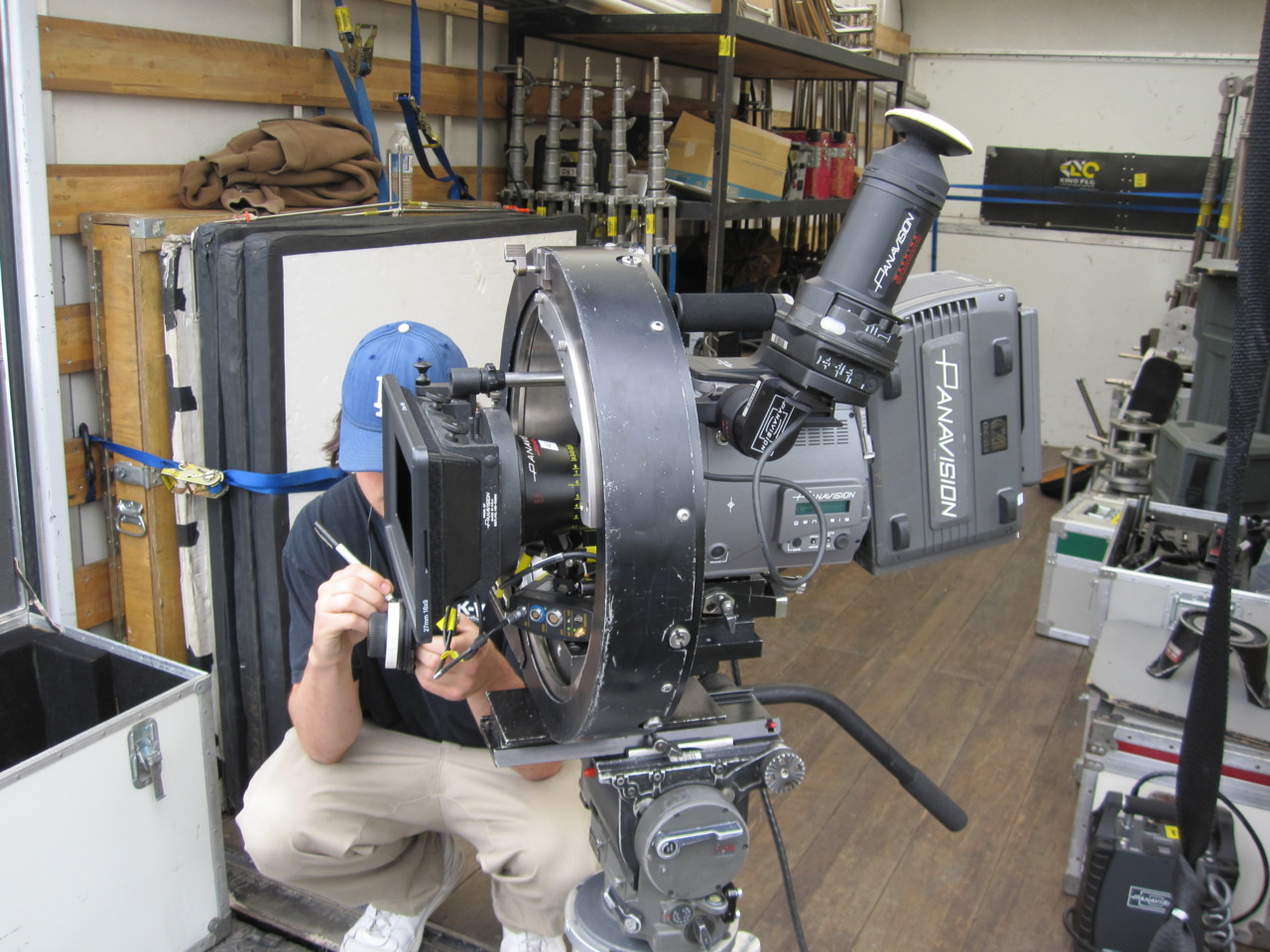
Штативная головка специальной конструкции позволяет поворачивать камеру на необходимый для творческого замысла угол.

Голландский угол (англ. Dutch angle, также немецкий угол) — термин для обозначения специфического приёма фотографии или кино. Этот приём часто используется для того, чтобы показать душевные волнения или напряжённое состояние героя. Голландский угол получается, когда камера смотрит на героя снизу вверх, при этом горизонт должен быть завален набок. Большинство кадров, снятых с голландского угла, статичные. В движении камера может вращаться, идти вслед за актёром или двигаться по диагональной линии, заданной режиссёром или оператором. Кадры с «голландским углом» обычно монтируются так, чтобы наклон по горизонтали чередовался. Например, сначала наклон влево, потом — вправо и т. д.
Такой ракурс часто использовался в фильмах немецкого экспрессионизма для выражения безумия, беспокойства, необычности и дезориентации. Считается, что отсюда произошло название приёма. В английском языке слово Deutsch (немецкий) часто путается со словом Dutch (голландский), которое имеет похожее происхождение и звучание.
Ветераны немецкого экспрессионизма, перебравшиеся в Голливуд, широко использовали съёмку с острого угла в фильмах ужасов и фильмах-нуар. Это один из наиболее распространённых стилистических приёмов нуаровой эстетики. К примеру, в нуаре 1949 года «Третий человек» широко использовались кадры, снятые под голландским углом, чтобы подчеркнуть отчуждение главного героя перед всем тем, что его окружало в другой стране.

## Устройство Dutch head
Большинство панорамных головок киносъёмочных штативов не позволяют наклонять кадр относительно горизонта. Поэтому для получения таких кадров используется специальное устройство Dutch head, устанавливаемое между камерой и штативной головкой. Большинство таких устройств позволяет осуществлять плавную регулировку наклона камеры и даже изменять его в процессе съёмки.

## Галерея

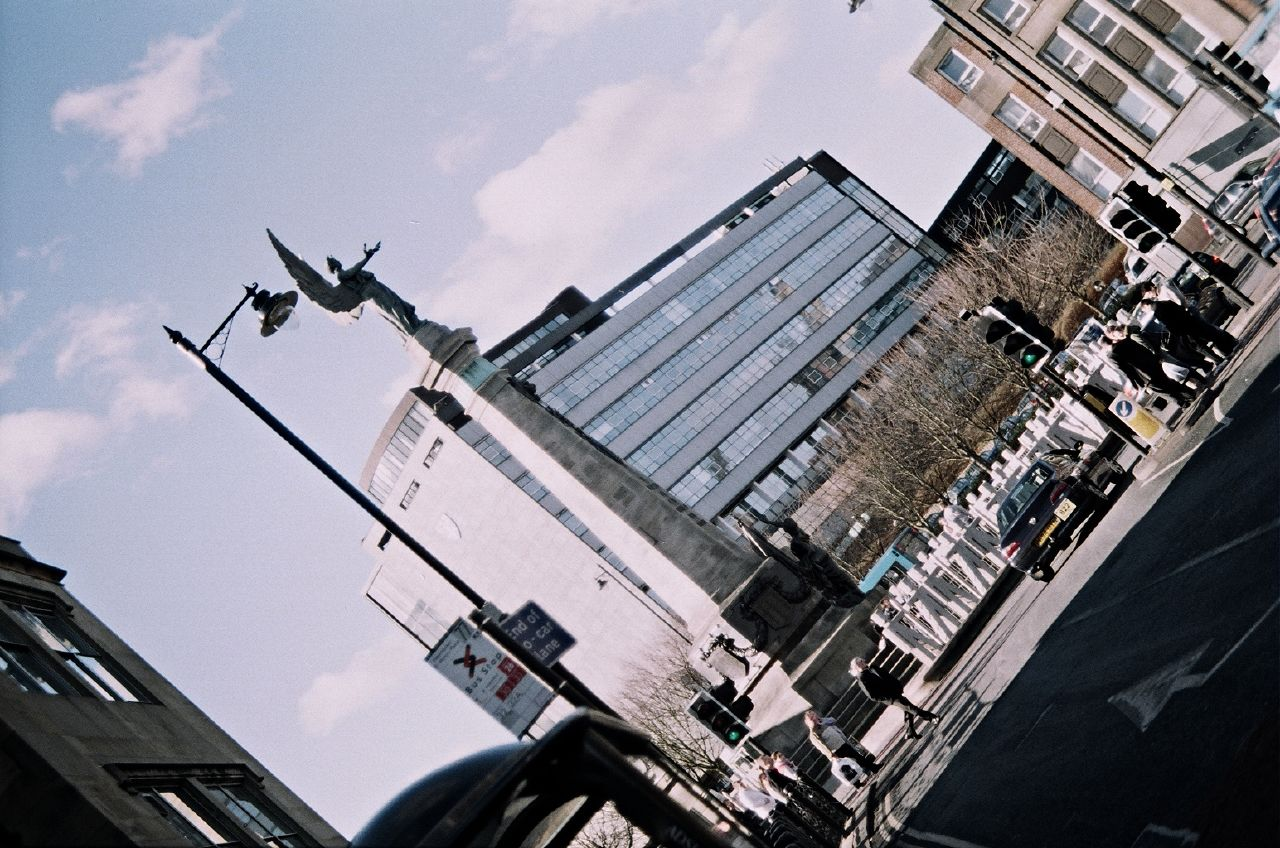
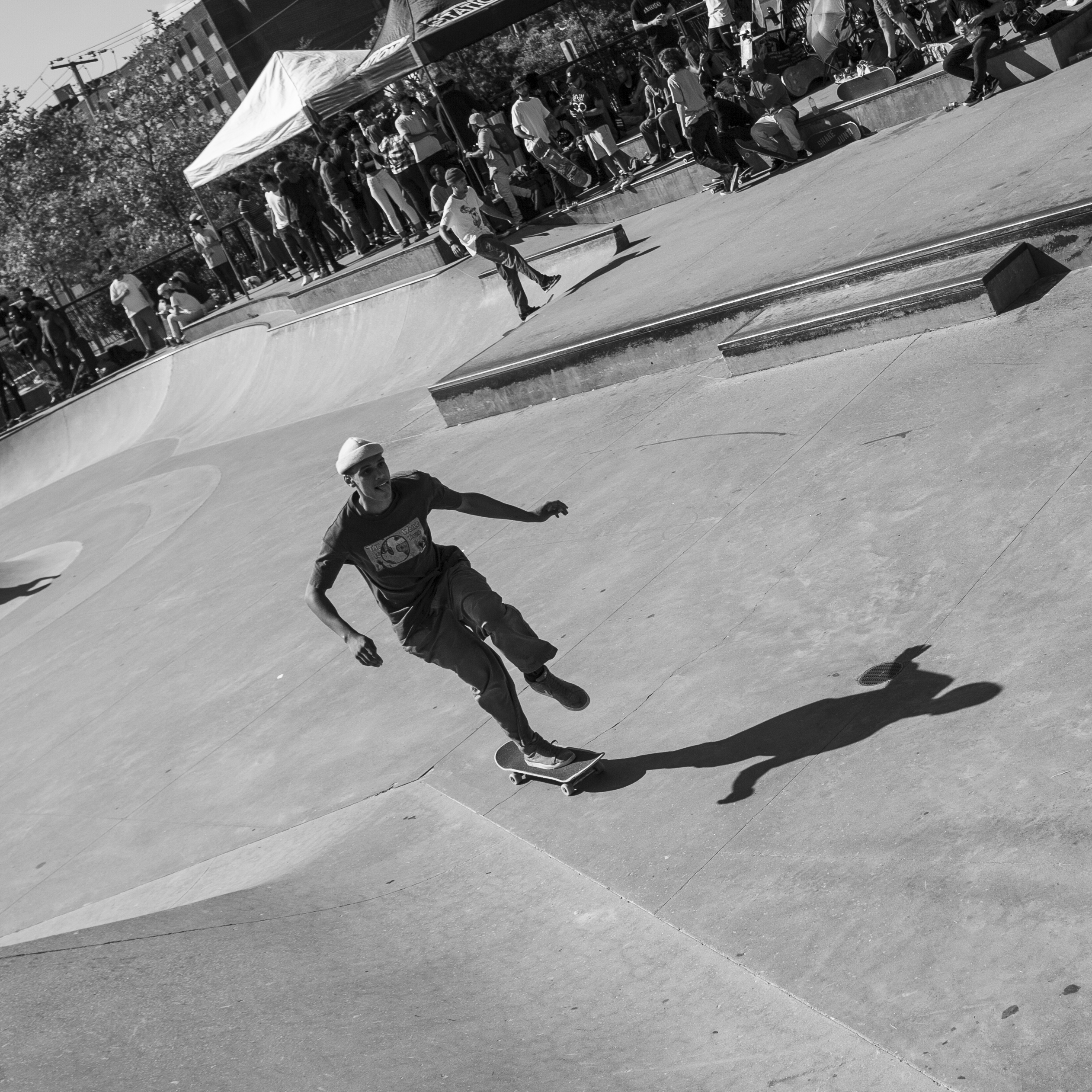
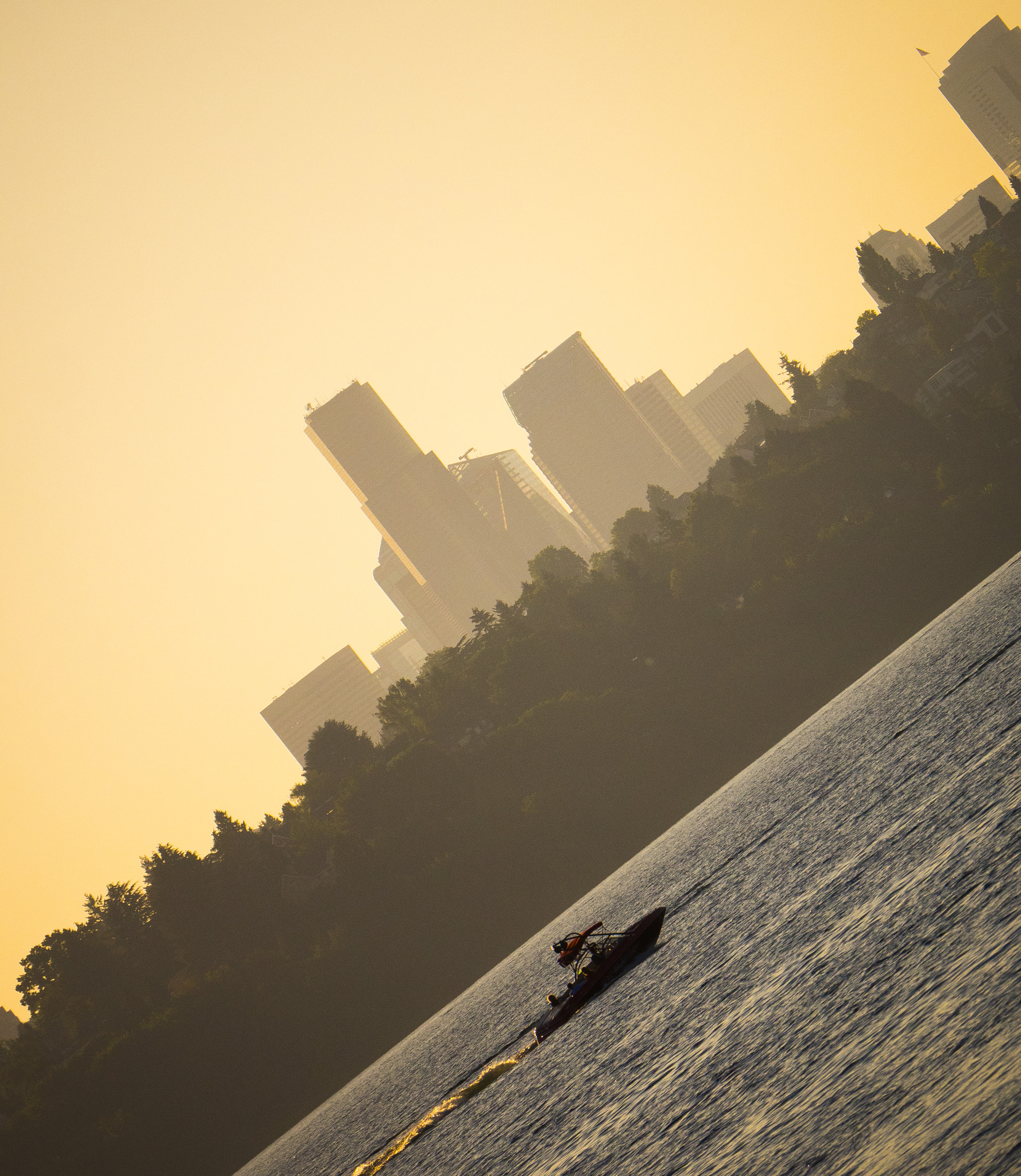
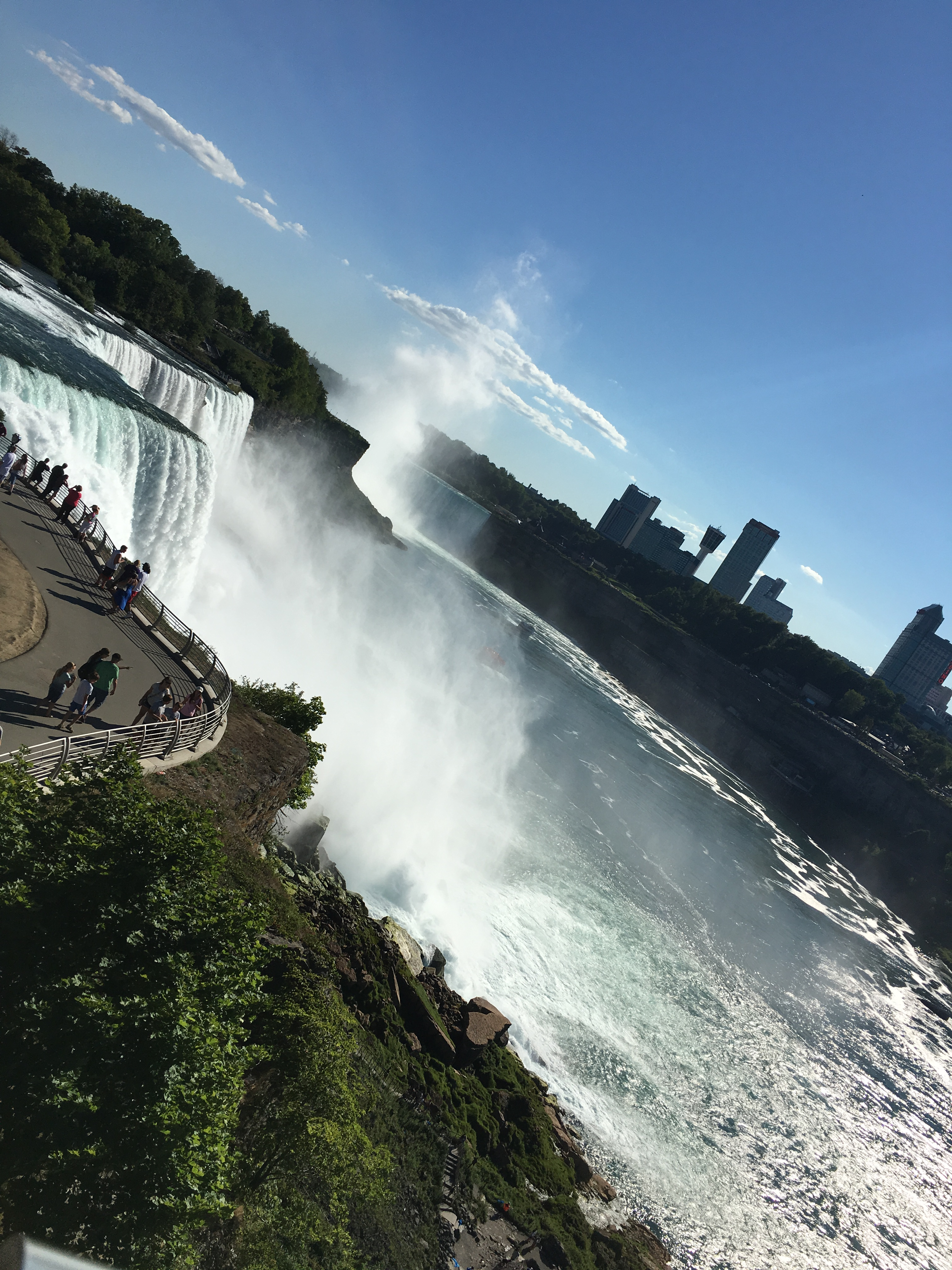
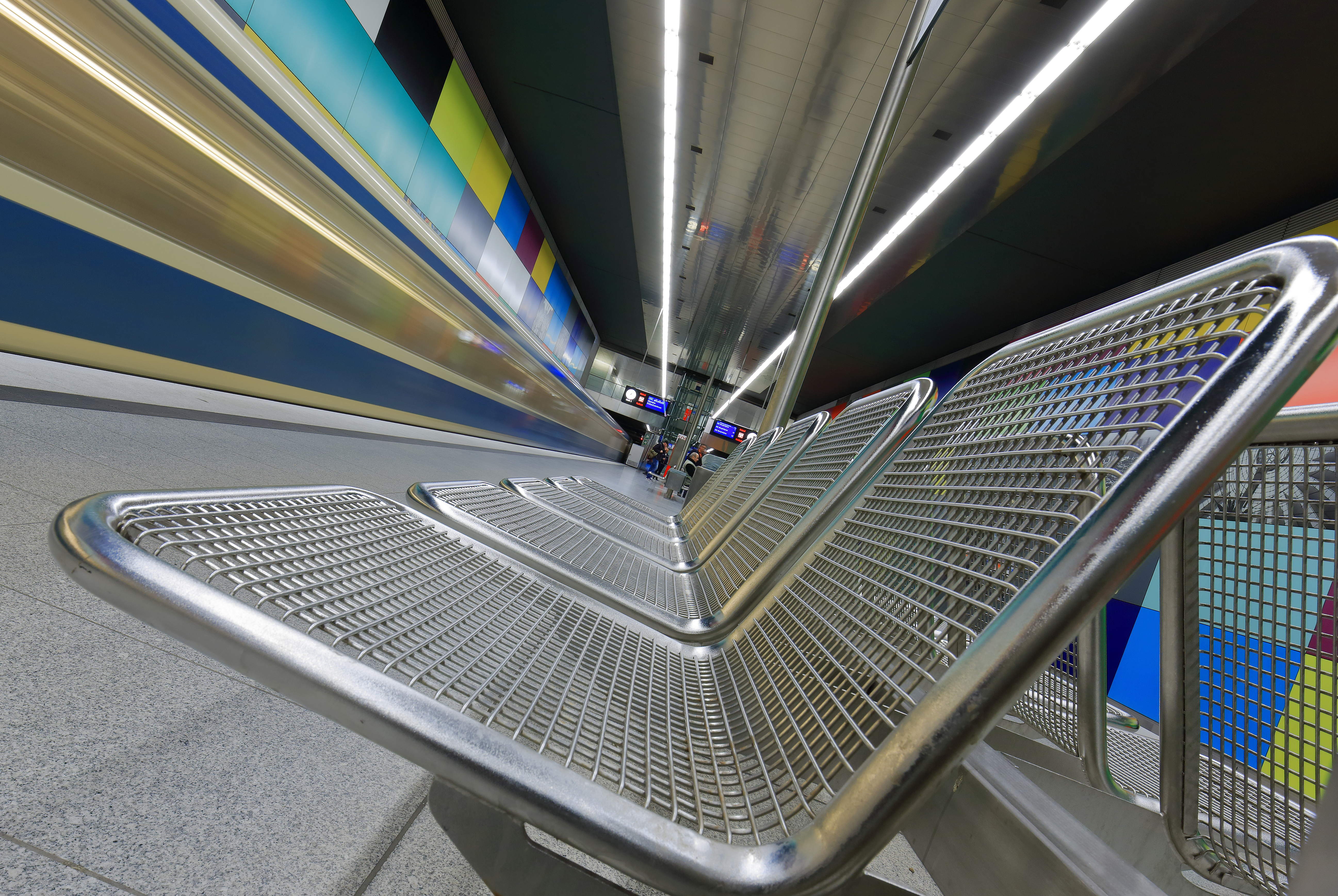
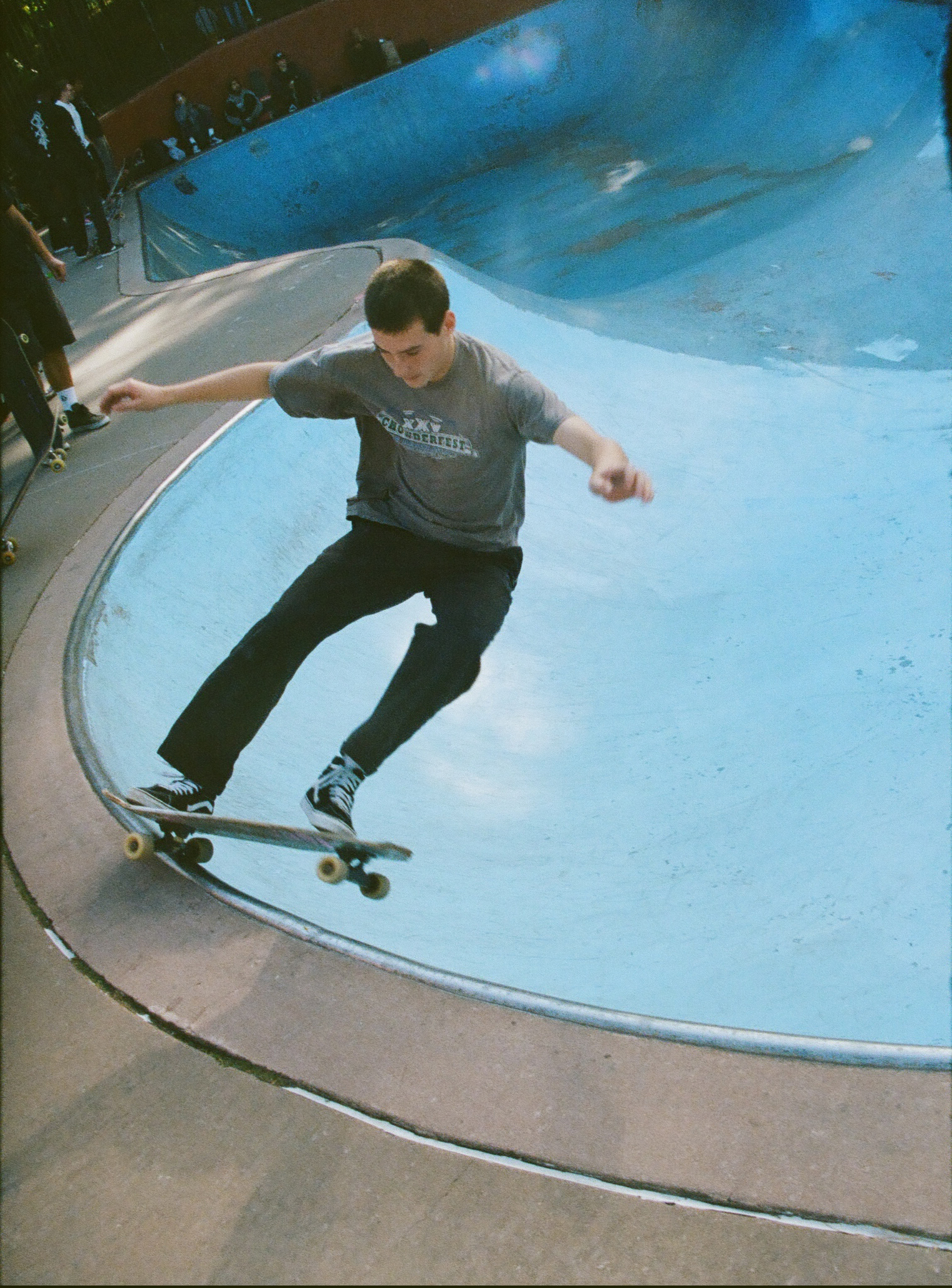
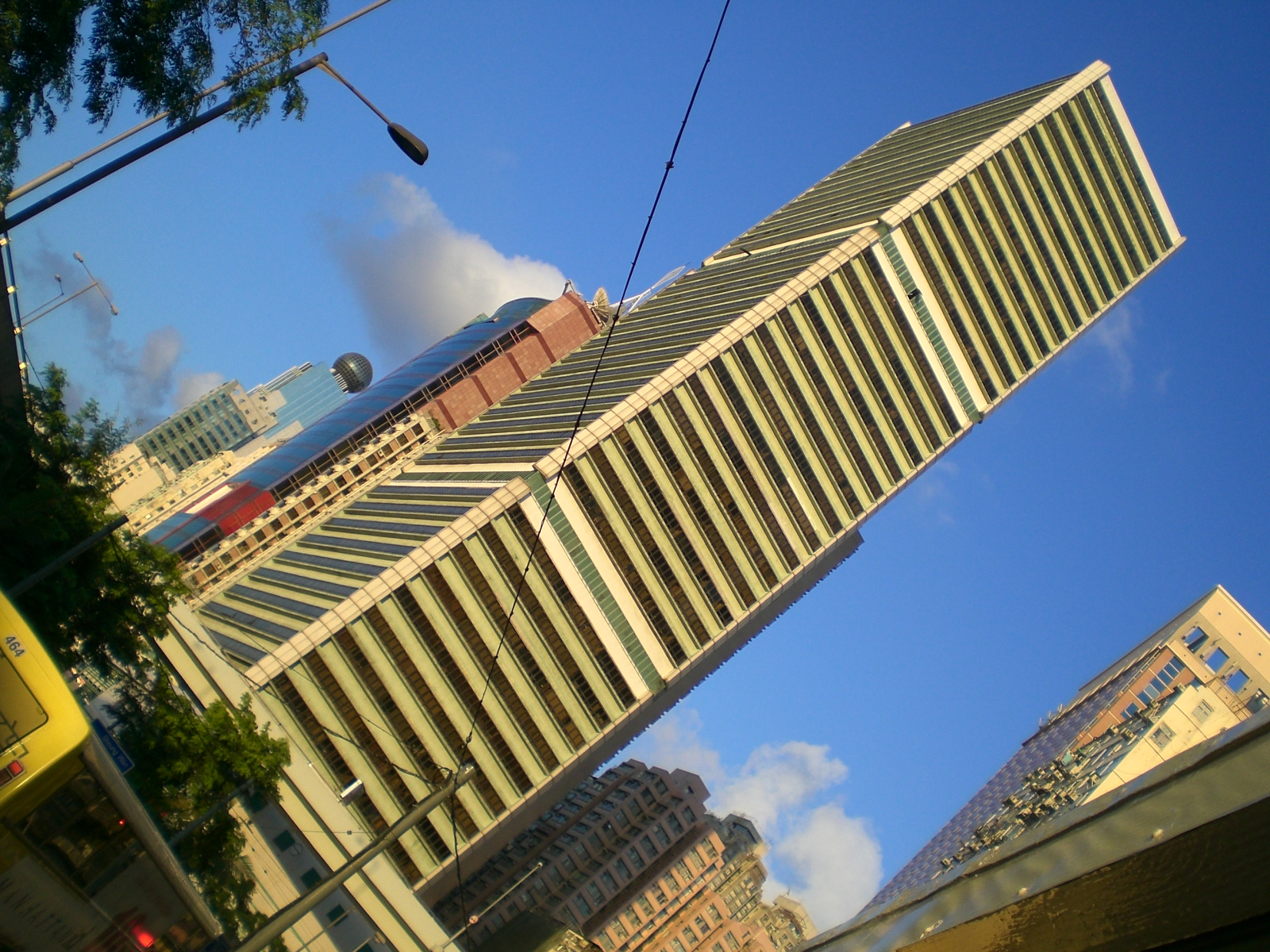
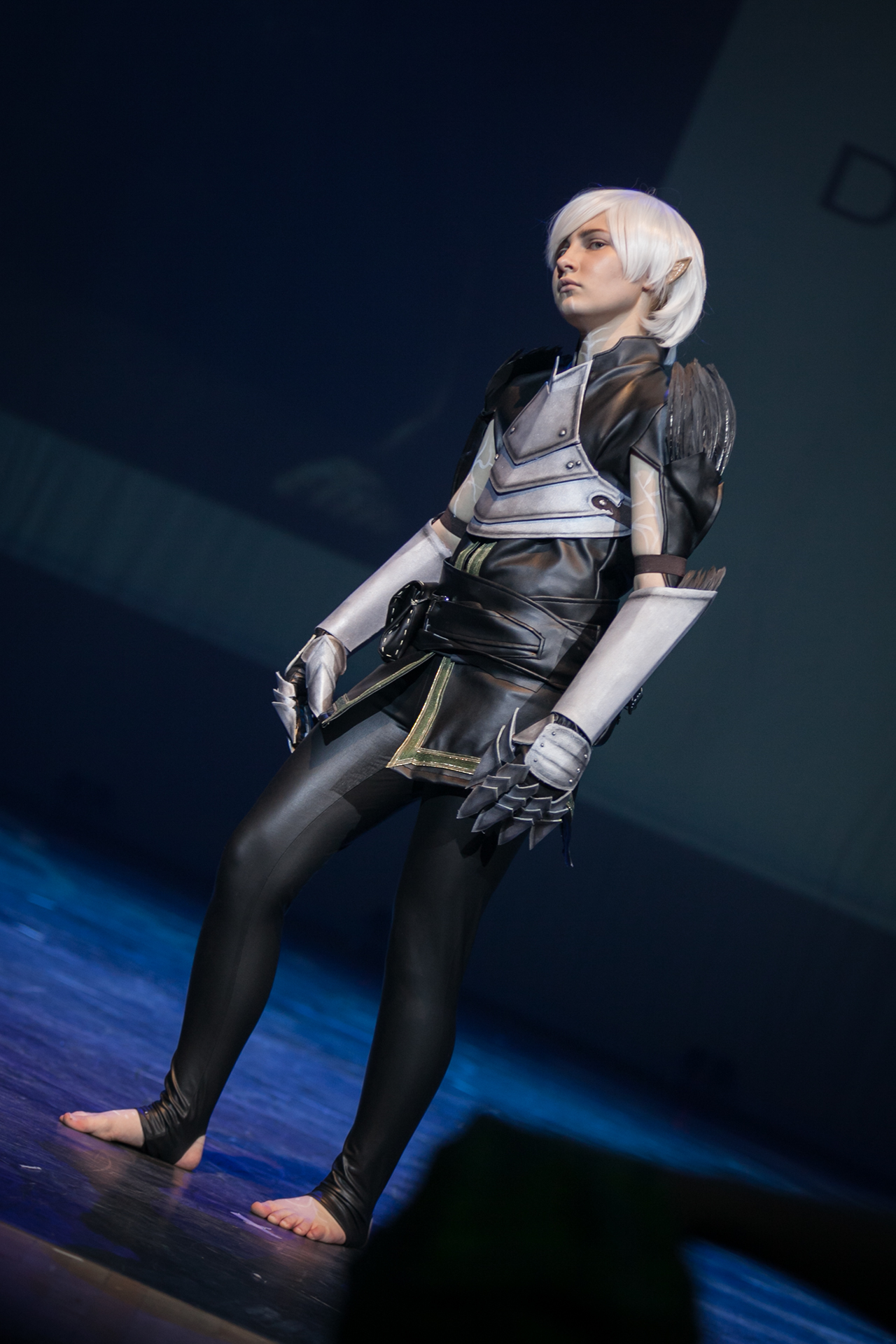
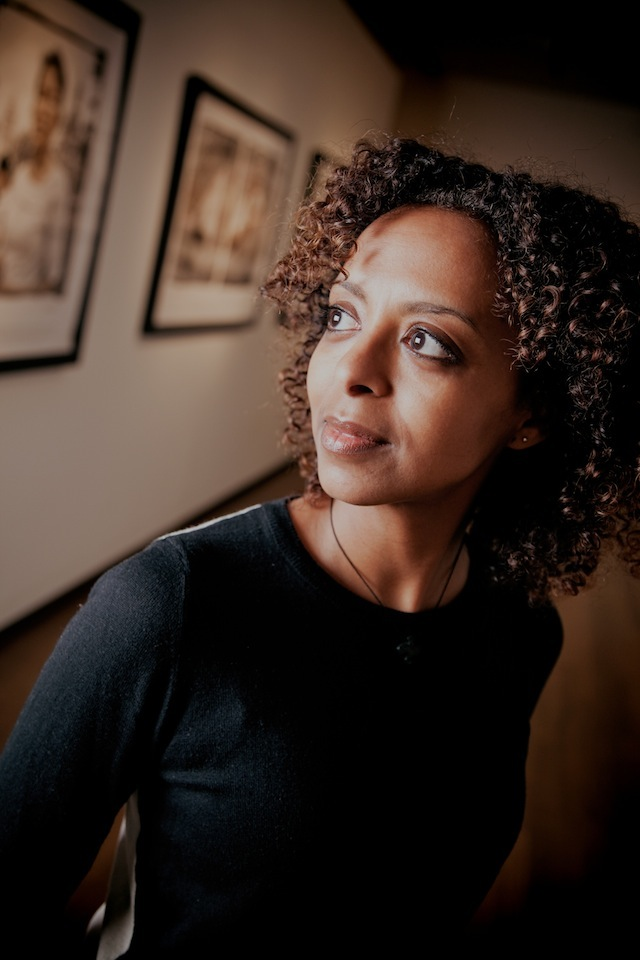